# مالکوم واشینگتن
مالکوم واشینگتن (انگلیسی: Malcolm Washington؛ زادهٔ ۱۰ آوریل ۱۹۹۱) فیلم‌ساز آمریکایی است. او یکی از فرزندان بازیگر دنزل واشینگتن است و درس پیانو (۲۰۲۴) نخستین فیلم بلندی بود که کارگردانی کرد.

## اوایل زندگی
واشینگتن در لس آنجلس به دنیا آمد و بزرگ شد. او پسر بازیگران پائولتا (پیرسون) و دنزل واشینگتن و برادر جان دیوید واشینگتن و اولیویا واشینگتن است. اولیویا خواهر دوقلویش است. او همچنین یک خواهر دیگر به نام کتیا دارد.
واشینگتن در مدرسه ویندوارد در لس آنجلس شرکت کرد و در تیم بسکتبال با آنتونی استوور و داریوس موریس بازی کرد. او در دانشگاه پنسیلوانیا تحصیل کرد و از سال ۲۰۰۹ تا ۲۰۱۰ برای تیم بسکتبال کوئکرز بازی کرد. او در سال ۲۰۱۳ در رشته مطالعات فیلم از دانشگاه پنسیلوانیا فارغ‌التحصیل شد، و در سال ۲۰۱۶ هم از کنسرواتوار ای.اف.آی با مدرک کارشناسی ارشد هنرهای زیبا در کارگردانی فارغ‌التحصیل شد.

## فیلم‌شناسی
- هالیوود شمالی (۲۰۲۱؛ به‌عنوان تهیه‌کننده)
- درس پیانو (۲۰۲۴؛ به‌عنوان نویسنده و کارگردان)